# برونو فرناندز
برونو میگل بورژش فرناندز (پرتغالی: Bruno Miguel Borges Fernandes; پرتغالی اروپایی:[ˈbɾunu fɨɾˈnɐ̃dɨʃ]؛ زادهٔ ۸ سپتامبر ۱۹۹۴) یک بازیکن فوتبال حرفه‌ای اهل کشور پرتغال است که در رده باشگاهی برای باشگاه منچستر یونایتد در لیگ برتر انگلستان و در رده ملی برای تیم ملی پرتغال بازی می‌کند.
فرناندز در مایای پرتغال به دنیای آمد و فوتبال حرفه‌ای‌اش را از باشگاه نووارا در سری بی ایتالیا آغاز کرد و خیلی زود به اودینزه در سری آ پیوست. سه سال بعد به سمپدوریا منتقل شد و یک فصل را در این باشگاه گذراند. پس از پنج فصل حضور در ایتالیا و در سال ۲۰۱۷ به باشگاه کشورش، اسپورتینگ پیوست و در آن‌جا بازوبند کاپیتانی تیم نیز به او سپرده شد. وی به همراه اسپورتینگ در فصل ۱۹–۲۰۱۸ ۳۳ گل در تمامی مسابقات به ثمر رساند که او را به گل‌زن‌ترین هافبک در آن فصل اروپا تبدیل کرد. در ژانویه ۲۰۲۰، او با مبلغ ۵۵ میلیون یورو (معادل با ۴۷ میلیون پوند) به باشگاه منچستر یونایتد پیوست که او را به دومین بازیکن گران‌قیمت پرتغالی تبدیل کرد که از لیگ داخلی منتقل می‌شد.
فرناندز بعد از بازی در تمامی رده‌های سنی تیم ملی پرتغال، در نوامبر ۲۰۱۷ برای اولین بار با پیراهن تیم ملی بزرگسالان این کشور به میدان رفت. او هم‌چنین در ترکیب تیم پرتغال برای المپیک تابستانی ۲۰۱۶ نیز حضور داشت. او در فهرست تیم ملی پرتغال در جام جهانی ۲۰۱۸ و مرحله نهایی لیگ ملت‌های اروپا ۲۰۱۹ حضور داشت که با تیمش در لیگ ملت‌های اروپا به قهرمانی رسید و در تیم منتخب این جام قرار گرفت.
برونو در خانواده‌ای متوسط و در کنار برادر بزرگترش ریکاردو بزرگ شده است. پدرش هم زمانی فوتبالیست بوده، ولی این ورزش را به دلیل تامین هزینه‌های خانواده کنار گذاشته است. برونو آن‌قدر خود را وقف فوتبال کرده بود که تحصیل خود را هم فدای آن کرد و قبل از آنکه مقطع یازدهم را به پایان برساند، مدرسه را ترک کرد. با این حال، او اصلا دانش آموز ضعیفی نبود و نمرات متوسط روبه بالایی داشت.
فرناندز از جمله فوتبالیست‌های متاهل به شمار می‌رود و با پارتنرش، آنا پینیو، که در روزگارِ ناشناختگیِ برونو در ۱۸ سالگی او تصمیم به ترک تحصیل و سکونت در ایتالیا به همراه این بازیکن کرد، ازدواج کرده است. این دو نفر زمانی که بچه مدرسه‌ای بودند، در پورتو باهم آشنا شدند و در دسامبر ۲۰۱۵ باهم ازدواج کردند. این زوج در ۳۰ ژانویه ۲۰۱۷ صاحب یک دختر به نام ماتیلده شدند و پسرشان به نام گونسالو در ۶ سپتامبر ۲۰۲۰ به دنیا آمد.
فرناندز چند زبانه است و علاوه بر تکلم به پرتغالی به عنوان زبان مادری، به اسپانیایی، انگلیسی و ایتالیایی هم مسلط است. او تا اندازه‌ای فرانسوی هم می‌داند
فرناندز به خاطر پدرش که در دوران فوتبال خود شماره ۸ می‌پوشید، همیشه شماره ۸ را در باشگاه و تیم ملی برای پوشیدن انتخاب می‌کند.

## آمار ملی

### بازی‌های ملی
تا تاریخ ۱۹ نوامبر ۲۰۲۳
| پرتغال | پرتغال | پرتغال | پرتغال |
| سال    | بازی   | گل     | پاس گل |
| ------ | ------ | ------ | ------ |
| ۲۰۱۷   | ۲      | ۰      | ۱      |
| ۲۰۱۸   | ۹      | ۱      | ۰      |
| ۲۰۱۹   | ۸      | ۱      | ۲      |
| ۲۰۲۰   | ۶      | ۰      | ۱      |
| ۲۰۲۱   | ۱۵     | ۴      | ۳      |
| ۲۰۲۲   | ۱۳     | ۷      | ۴      |
| ۲۰۲۳   | ۱۰     | ۶      | ۷      |
| مجموع  | ۶۳     | ۱۹     | ۱۸     |

### گل‌های ملی
| شماره | تاریخ           | میزبان     | بازی ملی | حریف       | نتیجه | رقابت                         |
| ----- | --------------- | ---------- | -------- | ---------- | ----- | ----------------------------- |
| ۱     | ۷ ژوئن ۲۰۱۸     | لیسبون     | ۶        | الجزایر    | ۳–۰   | دوستانه                       |
| ۲     | ۱۷ نوامبر ۲۰۱۹  | لوکزامبورگ | ۱۹       | لوکزامبورگ | ۲–۰   | مقدماتی جام ملت‌های اروپا ۲۰۲۰ |
| ۳     | ۹ ژوئن ۲۰۲۱     | لیسبون     | ۲۹       | اسرائیل    | ۴–۰   | دوستانه                       |
| ۴     | ۹ ژوئن ۲۰۲۱     | لیسبون     | ۲۹       | اسرائیل    | ۴–۰   | دوستانه                       |
| ۵     | ۴ سپتامبر ۲۰۲۱  | دبرتسن     | ۳۵       | قطر        | ۳–۱   | دوستانه                       |
| ۶     | ۱۲ اکتبر ۲۰۲۱   | فارو       | ۳۸       | لوکزامبورگ | ۵–۰   | مقدماتی جام جهانی ۲۰۲۲        |
| ۷     | ۲۹ مارس ۲۰۲۲    | پورتو      | ۴۲       | مقدونیه    | ۲–۰   | مقدماتی جام جهانی ۲۰۲۲        |
| ۸     | ۲۹ مارس ۲۰۲۲    | پورتو      | ۴۲       | مقدونیه    | ۲–۰   | مقدماتی جام جهانی ۲۰۲۲        |
| ۹     | ۲۴ سپتامبر ۲۰۲۲ | پراگ       | ۴۷       | چک         | ۴–۰   | لیگ ملت‌های اروپا ۲۳–۲۰۲۲      |
| ۱۰    | ۱۷ نوامبر ۲۰۲۲  | لیسبون     | ۴۹       | نیجریه     | ۴–۰   | دوستانه                       |
| ۱۱    | ۱۷ نوامبر ۲۰۲۲  | لیسبون     | ۴۹       | نیجریه     | ۴–۰   | دوستانه                       |
| ۱۲    | ۲۸ نوامبر ۲۰۲۲  | لوسیل      | ۵۱       | اروگوئه    | ۲–۰   | جام جهانی ۲۰۲۲ قطر            |
| ۱۳    | ۲۸ نوامبر ۲۰۲۲  | لوسیل      | ۵۱       | اروگوئه    | ۲–۰   | جام جهانی ۲۰۲۲ قطر            |
| ۱۴    | ۱۷ ژوئن ۲۰۲۳    | لیسبون     | ۵۶       | بوسنی      | ۳–۰   | مقدماتی جام ملت‌های اروپا ۲۰۲۴ |
| ۱۵    | ۱۷ ژوئن ۲۰۲۳    | لیسبون     | ۵۶       | بوسنی      | ۳–۰   | مقدماتی جام ملت‌های اروپا ۲۰۲۴ |
| ۱۶    | ۸ سپتامبر ۲۰۲۳  | براتیسلاوا | ۵۸       | اسلواکی    | ۱–۰   | مقدماتی جام ملت‌های اروپا ۲۰۲۴ |
| ۱۷    | ۱۱ سپتامبر ۲۰۲۳ | فارو       | ۵۹       | لوکزامبورگ | ۹–۰   | مقدماتی جام ملت‌های اروپا ۲۰۲۴ |
| ۱۸    | ۱۶ اکتبر ۲۰۲۳   | زنیتسا     | ۶۱       | بوسنی      | ۵–۰   | مقدماتی جام ملت‌های اروپا ۲۰۲۴ |
| ۱۹    | ۱۹ نوامبر ۲۰۲۳  | لیسبون     | ۶۳       | ایسلند     | ۲–۰   | مقدماتی جام ملت‌های اروپا ۲۰۲۴ |

## افتخارات
- نایب قهرمانی لیگ اروپا با منچستریونایتد در فصل ۲۰۲۰–۲۰۲۱
- بهترین بازیکن فصل باشگاه منچستر یونایتد ۲۰۲۰–۲۰۲۱، ۲۰۲۱–۲۰۲۲ ]
- آقای پاس گل لیگ قهرمانان اروپا ۲۰۲۱–۲۰۲۲]
- برنده جایزهٔ سر مت بازبی باشگاه فوتبال منچستریونایتد ۲۰۱۹–۲۰۲۰]
- برنده جایزه سر مت بازبی باشگاه فوتبال منچستریونایتد ۲۰۲۰–۲۰۲۱]
- قهرمان جام اتحادیه انگلیس با منچستریونایتد {2022-2023}

## دوران حرفه‌ای

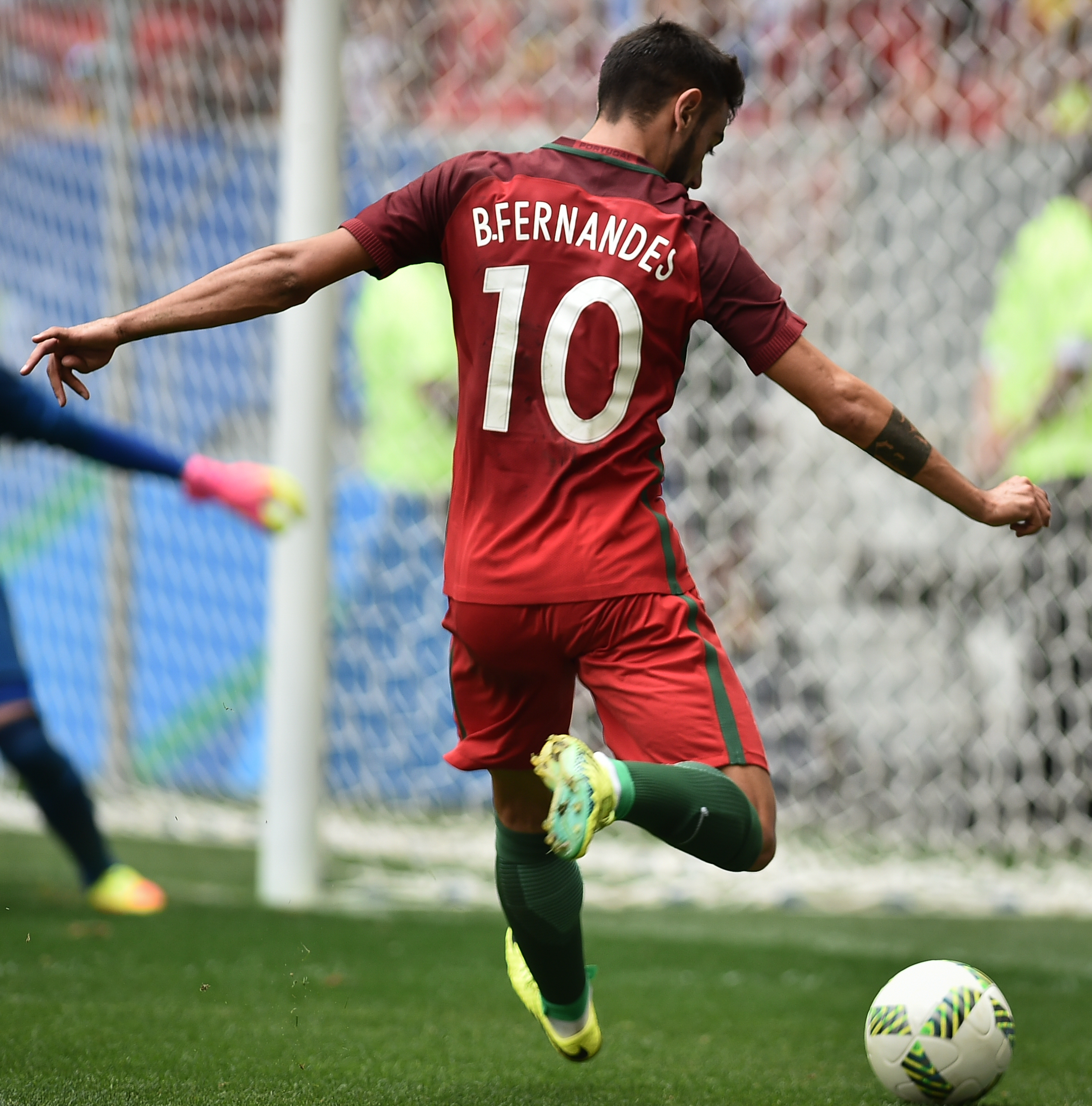
برونو فرناندز در فینال المپیک 2016 ریو

### نووارا
فرناندز در مایا در شمال پورتو متولد شد، و در رده جوانان، برای باشگاه بوآویشتا بازی کرد. در ۲۷ اوت ۲۰۱۲، او به نوارا در ایتالیا پیوست.
تنها پس از چند هفته حضور در تیم جوانان، فرناندز به ترکیب تیم اصلی در سری بی راه پیدا کرد و در در بیش از نیمی از بازی‌های لیگ در فصل ۱۳–۲۰۱۲ بازی کرد و تیمش را به مقام پنجم در جدول لیگ و به دنبال آن بازی‌های پلی آف صعود در آن فصل رساند.

### اودینزه
در تابستان ۲۰۱۳، فرناندز با اودینزه به توافق رسید. در تاریخ ۳ نوامبر او اولین بازی خود را در سری آ انجام داد و در نیمه دوم از بازی هفته یازدهم مقابل اینترمیلان که با شکست ۳ بر صفر اودینزه پایان یافت، به عنوان بازیکن تعویضی به میدان رفت.
در ۷ دسامبر ۲۰۱۳ و در بازی هفته پانزدهم مقابل ناپولی که با نتیجه ۳–۳ به تساوی رسید، فرناندز اولین گل خود در سری آ را ثبت کرد. در هفته ۳۴ام و در بازی برگشت میان این دو تیم که بار دیگر به تساوی کشیده شد، فرناندز تک گل تیمش را به ثمر رساند.

### سمپدوریا
در ۱۶ اوت ۲۰۱۶، فرناندس به سمپدوریا به صورت قرضی با تعهدی برای امضای دائمی منتقل شد. وی دوازده روز بعد در اولین بازی خود در لیگ به میدان رفت و شش دقیقه در بازی خانگی برابر آتالانتا به پیروزی ۲–۱ دست یافت.
فرناندس در ۲۶ سپتامبر ۲۰۱۶، در باخت ۱–۲ خارج از خانه مقابل کالیاری کالسیو، اولین گل خود را برای تیم جدید خود به ثمر رساند. او ۵ گل در ۳۳ حضور در سری A به ثمر رساند، به آنها کمک کرد تا در جایگاه دهم قرار بگیرند.

### اسپورتینگ
او پس از سه فصل به اسپورتینگ پیوست و دو سال بعد توانست کاپیتان باشگاه شود. او طی ۱۳۷ بازی برای اسپورتینگ موفق شد ۶۳ گل به ثمر برساند و ۵۲ پاس گل بدهد و توجه بسیاری از باشگاه‌های قدرتمند اروپایی را به خود جلب کند. او سرانجام با مبلغی ۶۰ میلیون یورویی در پنجره نقل و انتقالات زمستانی سال ۲۰۲۰ راهی منچستر یونایتد شد.

### منچستر یونایتد
در ۲۹ ژانویه ۲۰۲۰، باشگاه فوتبال منچستر یونایتد تأیید کرد که بر سر انتقال فرناندز با باشگاه اسپورتینگ به توافق رسیده‌است؛ گفته می‌شد مبلغ قرارداد با در نظر گرفتن بندهای پاداش به ۸۰ میلیون یورو (۶۷٫۶ میلیون پوند) می‌رسد. یک روز بعد فرناندز به صورت رسمی به یونایتد پیوست و مبلغ اولیه قرارداد ۵۵ میلیون یورو (۴۷ میلیون پوند) اعلام شد که شامل ۲۵ میلیون یورو (۲۱ میلیون پوند) بندهای پاداش و ۱۰ درصد از سهم فروش پیراهن‌های فرناندز نیز می‌شد. فرناندز با یونایتد قرارداد ۵ سال و نیمه امضا کرد.
او در اولین بازی‌اش، ۹۰ دقیقهٔ کامل مقابل ولورهمپتون به میدان رفت که بازی با تساوی بدون گل خاتمه یافت. در پیروزی ۲–۰ یونایتد در مقابل چلسی در بازی خارج از خانه، او پاس گل دوم یونایتد را به هری مگوایر داد. در بازی یونایتد مقابل کلوب بروژ در لیگ اروپا که با تساوی ۱–۱ تمام شد، فرناندز به عنوان یار ذخیره به میدان آمد و اولین تجربه اروپایی‌اش را برای یونایتد رقم زد. در ۲۳ فوریه، او اولین گلش برای یونایتد را مقابل واتفورد از روی نقطه پنالتی به ثمر رساند و در همان بازی که ۳–۰ به پایان رسید، پاس گل سوم را به میسن گرینوود داد. در دومین بازی اروپایی‌اش، مقابل کلوب بروژ به میدان رفت و اولین گل اروپایی‌اش برای یونایتد را نیز به ثمر رساند و کمک کرد یونایتد آن بازی را ۵–۰ ببرد. در ۱۶ مارس ۲۰۲۰، او به عنوان بازیکن ماه لیگ برتر فوتبال انگلستان در ماه فوریه انتخاب شد. در ۳۰ ژوئن ۲۰۲۰، در پیروزی ۳–۰ مقابل برایتون، او دو گل به ثمر رساند. در ژوئن ۲۰۲۰، او دو جایزهٔ بهترین بازیکن ماه و بهترین گل ماه لیگ برتر را برد و به اولین بازیکن لیگ برتر تبدیل شد که این دو جایزه را هم‌زمان می‌برد. او همچنین به اولین بازیکن منچستر یونایتد از زمان کریستیانو رونالدو در فصل ۰۷–۲۰۰۶ تبدیل شد که جایزه بهترین بازیکن ماه را پیاپی می‌برد.